# Comuna Tinca, Bihor
Tinca (în maghiară Tenke) este o comună în județul Bihor, Crișana, România, formată din satele Belfir, Girișu Negru, Gurbediu, Râpa și Tinca (reședința).

## Așezare
Comuna Tinca este situată în partea de sud a județului Bihor, în Câmpia Crișurilor, pe cele două maluri ale Crișului Negru (Râpa, Tinca și Gurbediu pe malul drept, iar Belfirul și Girisu-Negru pe malul stâng), la o distanță de 592 de km de capitala țării, la 37 de km de Oradea, reședința județului Bihor și la 24 de km de municipiul Salonta. Centrul comunei - Tinca - este situat pe paralelele 46 0 și 47 0 latitudine nordică și pe meridianul 21 0 și 56 0 longitudine estică. Satele aparținând comunei Tinca sunt așezate în felul următor: în centrul comunei se află localitatea Tinca, la vest de aceasta Gurbediu, la est Râpa, la sud Belfir și înspre sud-vest se află satul Girișu Negru. Comuna se învecineaza la nord cu Husasău de Tinca (comuna), la nord- vest se află comuna Mădaras, la vest comuna Tulca, la sud comunele Batăr și Olcea, Cociuba Mare, iar la est comuna Holod și la nord-est
comuna Lăzăreni.

## Demografie
Componența etnică a comunei Tinca
     Români (54,5%)
     Romi (23,48%)
     Maghiari (11,44%)
     Alte etnii (0,3%)
     Necunoscută (10,28%)
Componența confesională a comunei Tinca
     Ortodocși (47,33%)
     Baptiști (23,84%)
     Romano-catolici (6,37%)
     Penticostali (5,14%)
     Reformați (4,93%)
     Alte religii (1,74%)
     Necunoscută (10,66%)
Conform recensământului efectuat în 2021, populația comunei Tinca se ridică la 7.429 de locuitori, în scădere față de recensământul anterior din 2011, când fuseseră înregistrați 7.793 de locuitori. Majoritatea locuitorilor sunt români (54,5%), cu minorități de romi (23,48%) și maghiari (11,44%), iar pentru 10,28% nu se cunoaște apartenența etnică. Din punct de vedere confesional, cei mai mulți locuitori sunt ortodocși (47,33%), cu minorități de baptiști (23,84%), romano-catolici (6,37%), penticostali (5,14%) și reformați (4,93%), iar pentru 10,66% nu se cunoaște apartenența confesională.

## Politică și administrație
Comuna Tinca este administrată de un primar și un consiliu local compus din 15 consilieri. Primarul, Vlad-Mihai Popa[*], de la Partidul Național Liberal, este în funcție din 1 noiembrie 2024. Începând cu alegerile locale din 2024, consiliul local are următoarea componență pe partide politice:
|  | Partid                                 | Consilieri | Componența Consiliului | Componența Consiliului | Componența Consiliului | Componența Consiliului | Componența Consiliului | Componența Consiliului | Componența Consiliului | Componența Consiliului |
|  | -------------------------------------- | ---------- | ---------------------- | ---------------------- | ---------------------- | ---------------------- | ---------------------- | ---------------------- | ---------------------- | ---------------------- |
|  | Partidul Național Liberal              | 8          |                        |                        |                        |                        |                        |                        |                        |                        |
|  | Partidul Social Democrat               | 4          |                        |                        |                        |                        |                        |                        |                        |                        |
|  | Partida Romilor „Pro Europa”           | 1          |                        |                        |                        |                        |                        |                        |                        |                        |
|  | Uniunea Democrată Maghiară din România | 1          |                        |                        |                        |                        |                        |                        |                        |                        |
|  | Alianța Maghiară din Transilvania      | 1          |                        |                        |                        |                        |                        |                        |                        |                        |

## Hidrografie
Teritoriul comunei aparține bazinului Crișului Negru și anume limita inferioară a cursului mijlociu. Crișul Negru are aici un curs mediu matur, o albie cu multe meandre, acumulări de aluviuni, insulițe, cursuri secundare, iar albia majoră relativ lată. Distanța de la izvorul râului până la comuna Tinca este de 92 de km. Lățimea medie a albiei minore a Crișului Negru la Tinca este de circa 40 m, iar adâncimea medie de cca. 3,5 m. Albia majoră este străbătută de mai multe cursuri secundare, dintre care cea mai importantă albie este “Crișul Mort”, părăsită în secolul trecut când s-a construit o albie nouă, cea actuală, astfel că intrarea în “Crișul Mort” este închisă în partea superioară și nu primește apă decât din cursurile de apă din Tinca și din aval, cu ocazia inundațiilor.
Afluenții mai importanți ai Crișului Negru, pe teritoriul comunei sunt următorii: Valea Pustei, care trece prin satul Râpa, Valea Nouă, care trece prin satul Gurbediu, ambele în partea dreaptă a Crișului Negru, iar în partea stângă “Rătășelu” care străbate satele Belfir (aici se numește Asău) și Girișu-Negru. Aceste cursuri de apă au un debit foarte variat, apele lor cresc mult în anotimpul ploios și aproape dispar (cu excepția Gurbediului) în lunile secetoase.

## Istoric
Urmele așezărilor omenești de pe cursul mijlociu al Crișului Negru se pierd în negura vremii. Săpăturile arheologice efectuate de către Muzeul Țării Crișurilor în colaborare cu Institutul pedagogic din Oradea, pe terasa superioară a Crișului Negru, în punctul numit \"Dealul Morilor\" au scos la iveală urme de așezări omenești datate în epoca pietrei șlefuite (neolitic-cultura cris). Primele atestări documentare scrise, sunt mult mai târzii, majoritatea lor provenind din perioada feudalismului timpuriu.
Astfel, localitatea Tinca este atestată documentar prima dată la 31 martie 1338, cu ocazia unei hotărnicii privitoare la moșiile aflate în partea nordică a Crișului Negru. În \"Registrul Dijmelor papale\" din anii 1332-1337 sunt menționate localitățile Belfir și Girișu-Negru, cu prilejul strângerii dijmelor papale de la populație (un fel de impozit, dare, taxă). Localitatea Gurbediu pare a fi cea mai veche, cel puțin după atestarea ei scrisă, amintită tot cu ocazia unei hotărnicii, care însă a avut loc în anul 1302. Satul Râpa, deși atestat documentar mult mai târziu, în 1692, cu prilejul pustiirilor turcești din aceste părți, a existat și el în secolele anterioare, ca date probabile și identificabile în legătură cu diferitele forme ale numelui localității putând fi amintite: 1220, 1403, 1412, 1474. Faptul că Tinca și împrejurimile sale sunt amintite în aceste documente scrise demonstrează că așezările de aici sunt, de fapt, mai vechi. Ipoteza e susținută și de unii istorici, care afirma că, în urma distrugerii cetății Oradea de către tătari în anul 1241, autorul lucrării \"Carmen mizerabile\" - Rogerius - s-ar fi refugiat pe aceste meleaguri locuite, împreuna cu alți concetățeni de-ai săi. Începând cu cea de-a doua jumătate a secolului al XV-lea și până pe la sfârșitul secolului al XVII-lea, populația acestor sate a avut de suferit atât de pe urma exploatării sociale, cât și de pe urma numeroaselor incursiuni și chiar a ocupației turcești.

## Educație și Religie
În ceea ce privește viața social-culturală a comunei Tinca, menționăm ca documente scrise amintesc de existența unui învățământ organizat încă de prin secolul al XVII-lea. În 1700 la Tinca funcționa deja o școală românească, care pe parcurs a fost reorganizată și lărgită. Această școală primește un puternic sprijin în anul 1860, când Nicolae Jiga (biografie și activitate) îi donează un intravilan cumpărat cu 4.000 de florini pentru construirea unui nou local de școală (în prezent, liceul din localitate îi poartă numele). Din anul 1858 Tinca are și o grădiniță de copii. După unire, școlile din comuna Tinca au fost transformate în școli de stat, iar din anul 1961, în localitatea de reședință funcționează un liceu teoretic. În legătură cu viața cultural-artistică, subliniem înființarea a doua coruri, încă de la sfârșitul secolului trecut: Corul din Girișu-Negru - 1893 și Corul meșteșugarilor din Tinca - 1896. În octombrie 1910 se constituie la Tinca \"Despartamântul\" Astra, avându-l ca președinte pe Andrei Ile, prin a cărui activitate s-au organizat numeroase manifestări cultural-artistice, printre care amintim și prima reprezentație de teatru în limba română, în 1911, data de către trupa lui Aurel P. Banut, iar corul \"Hilaria\" din Oradea a făcut prima sa vizită la Tinca în anul 1907. În anul 1932, ASTRA organizează o mare manifestare cultural-artistică, cu participarea numeroaselor formații artistice școlare din satele comunei și din împrejurimi. În anul 1946 ia ființă primul cămin cultural din istoria localității, iar în anul 1967 a fost construit un altul, pe baza contribuției cetățenilor. Din anul 1956 în Tinca funcționează un muzeu de științe naturale, a cărui activitate a fost mult impulsionată prin eforturile unui autodidact local, dl. Csak Coloman, în prezent cetățean de onoare al comunei. Primăria comunei Tinca, în colaborare cu Biserica reformată Tinca se îngrijesc în prezent de această instituție. În colecția muzeului se păstrează o mandibula completa de mamut (Mammuthus primigenius), material descoperit cu ocazia săpării căminului pentru turbina la moara de lângă stațiunea balneară, în anul 1932, la 8 m adâncime. De asemenea, un alt exemplar rar este fragmentul de molar de mamut, descoperit în albia Crișului-Negru, în anul 1964. Din anul 1952 funcționează o bibliotecă comunală, având la începuturi peste 27.000 de volume. Activitatea bibliotecii este coordonata și sprijinită, în zilele noastre, de către Consiliul Local Tinca.

## Economie
Cu privire la meșteșugurile tradiționale din zonă, cel mai frecvent este cel legat de prelucrarea lemnului. De asemenea, târgul și oborul de animale din Tinca, ținut în fiecare zi de luni a săptămânii, cunoaște o vechime de peste 100 de ani.

## Obiective turistice
- Stațiunea balneară Tinca (SC Turism Crișul SA, Hotel Parc, de 2 stele, cu 54 camere și 111 locuri)
- Biserica de lemn „Sf. Nicolae" (1743), monument istoric de categoria B (Lista Monumentelor Istorice, 2010)
- Situl arheologic de la Râpa, punct "Dealul Morilor", monument istoric de categoria B (Lista Monumentelor Istorice, 2010)
- Biserica Ortodoxă (unde poate fi văzut unul dintre cele mai frumoase iconostasuri suflate cu aur)
- Muzeul de Științe Naturale
- Monumentul Eroilor căzuți în timpul celui de-al doilea război mondial
- Cimitirul Eroilor căzuți în cel de-al doilea război mondial
- Poiana cu narcise de la Goroniște (1,0 ha)
- Câmpia Crișului Alb și Crișului Negru (arie de protecție specială avifaunistică)

## Personalități născute aici
- Elisabeta Pavel (1921 - 1972), interpretă de muzică populară.

## Imagini

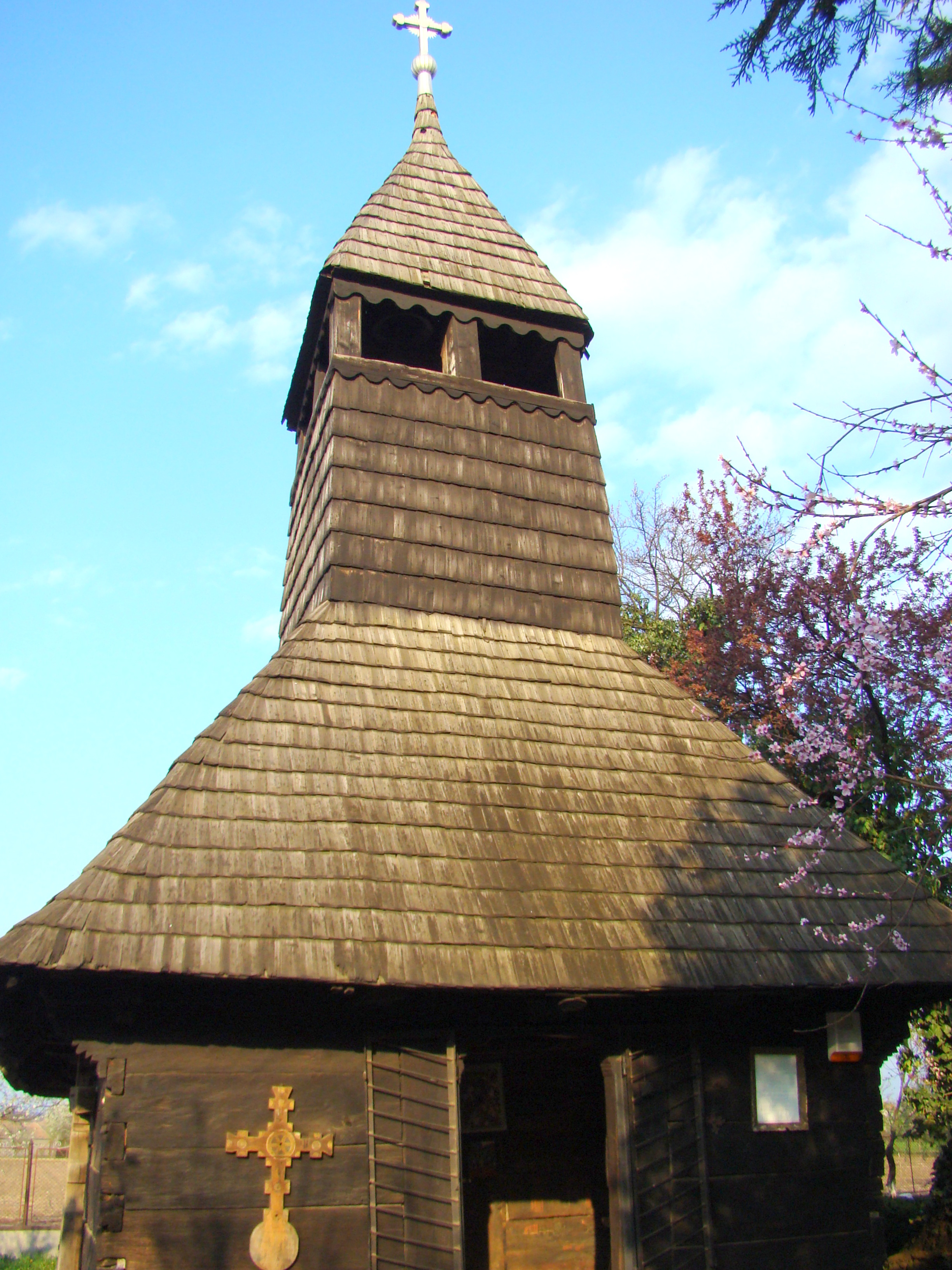
Biserica de lemn (monument istoric)
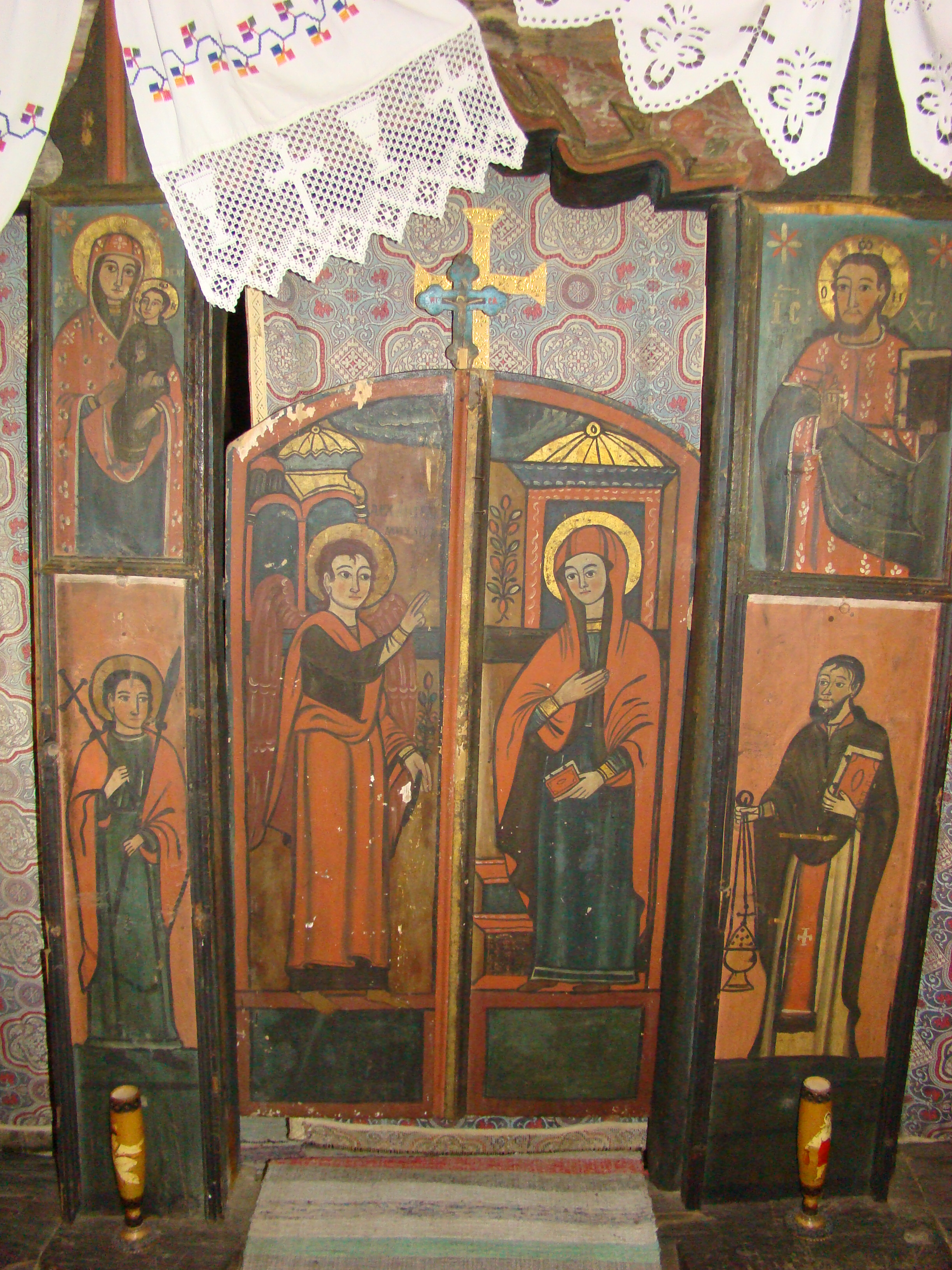
Uşile împărăteşti
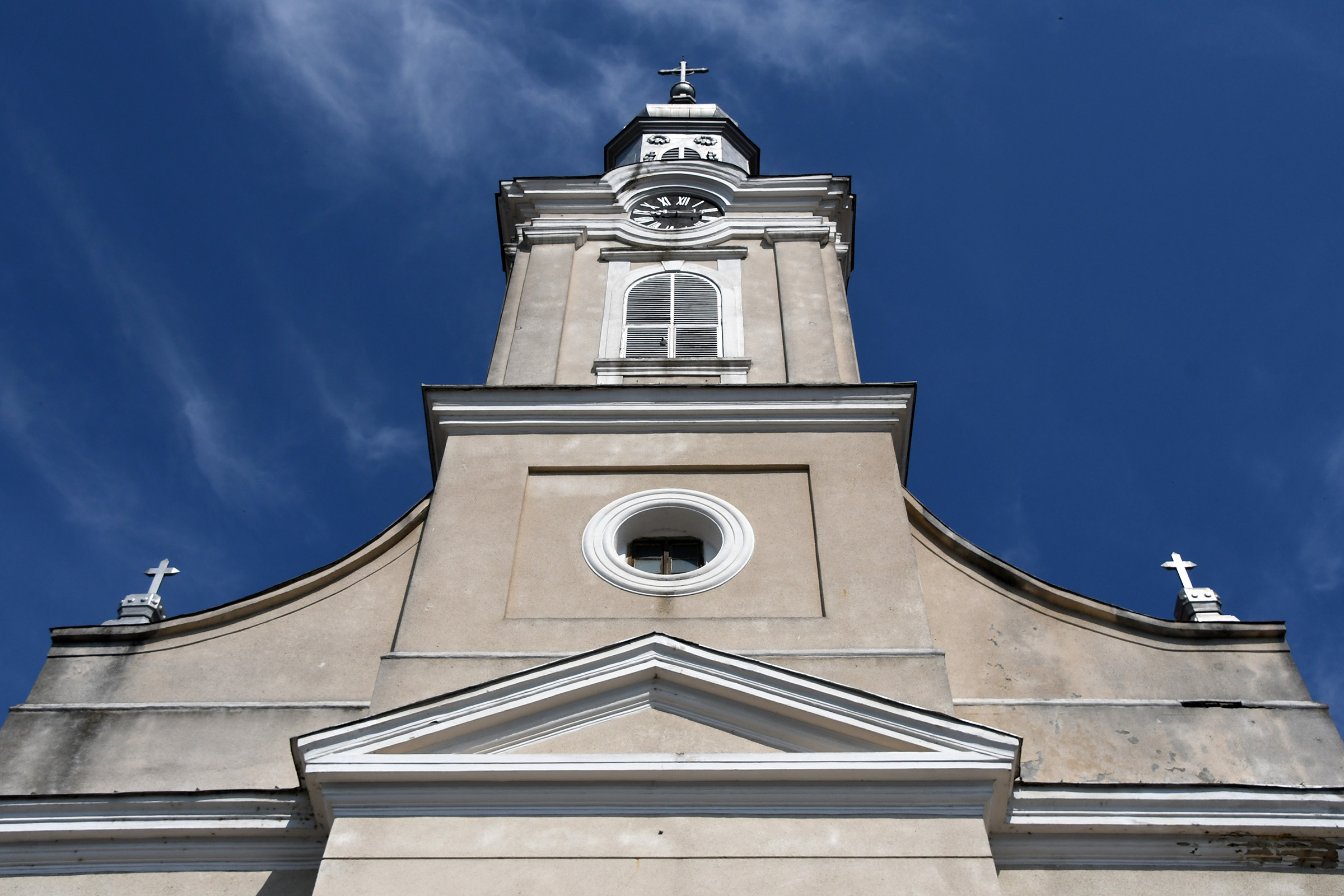
Biserica romano-catolică din Tinca
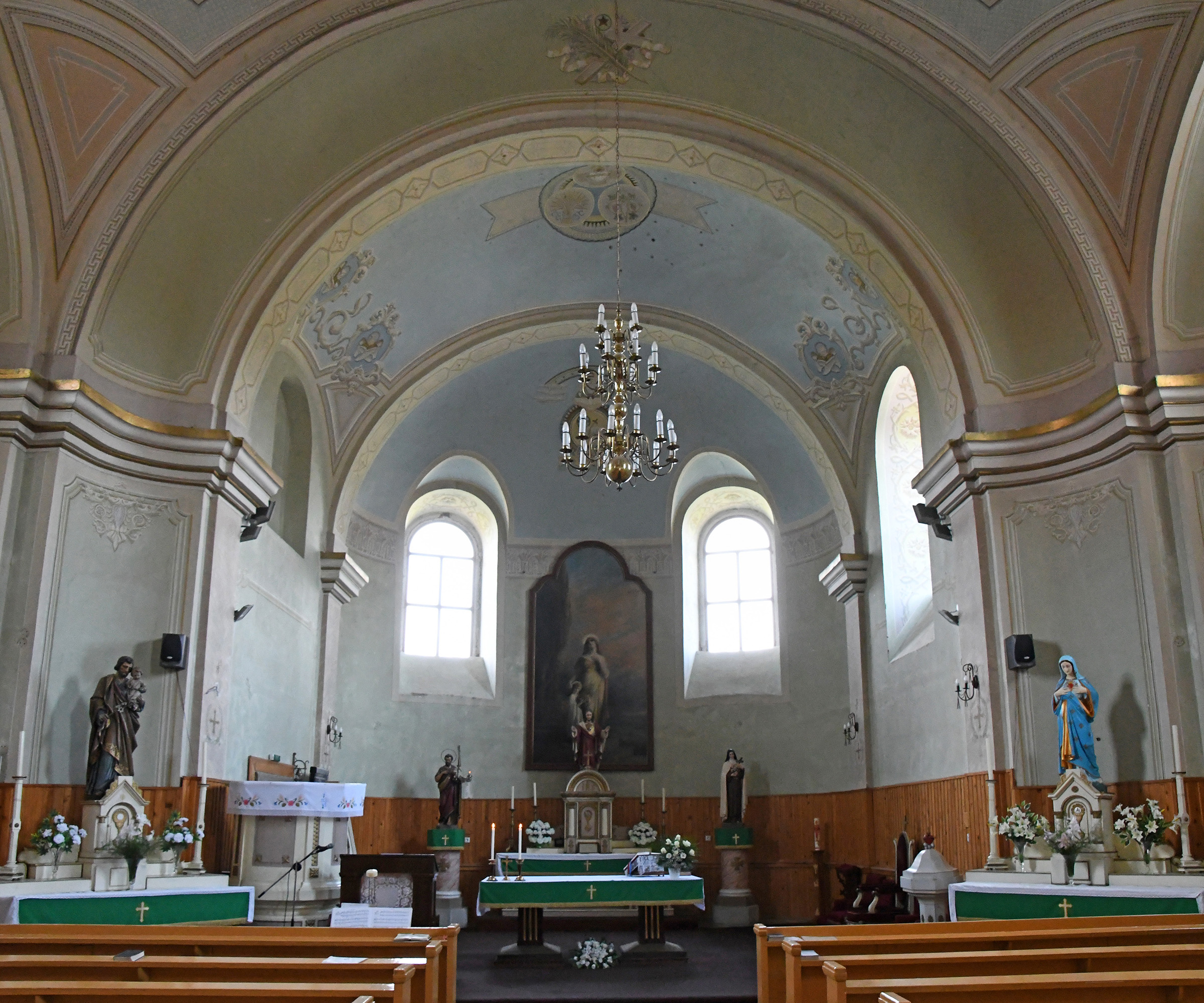
Biserica romano-catolică din Tinca
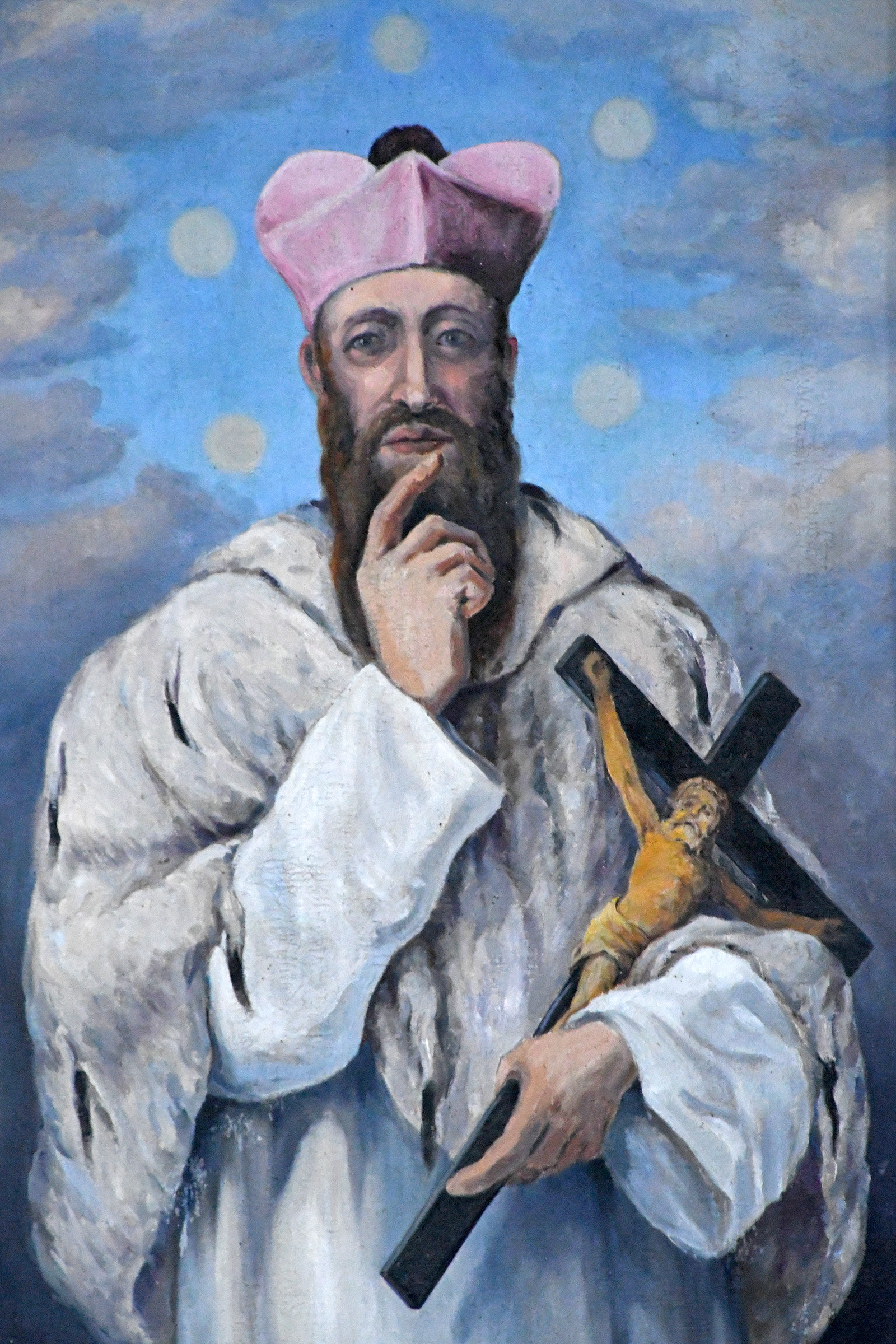
Sfântul Ioan Nepomuc
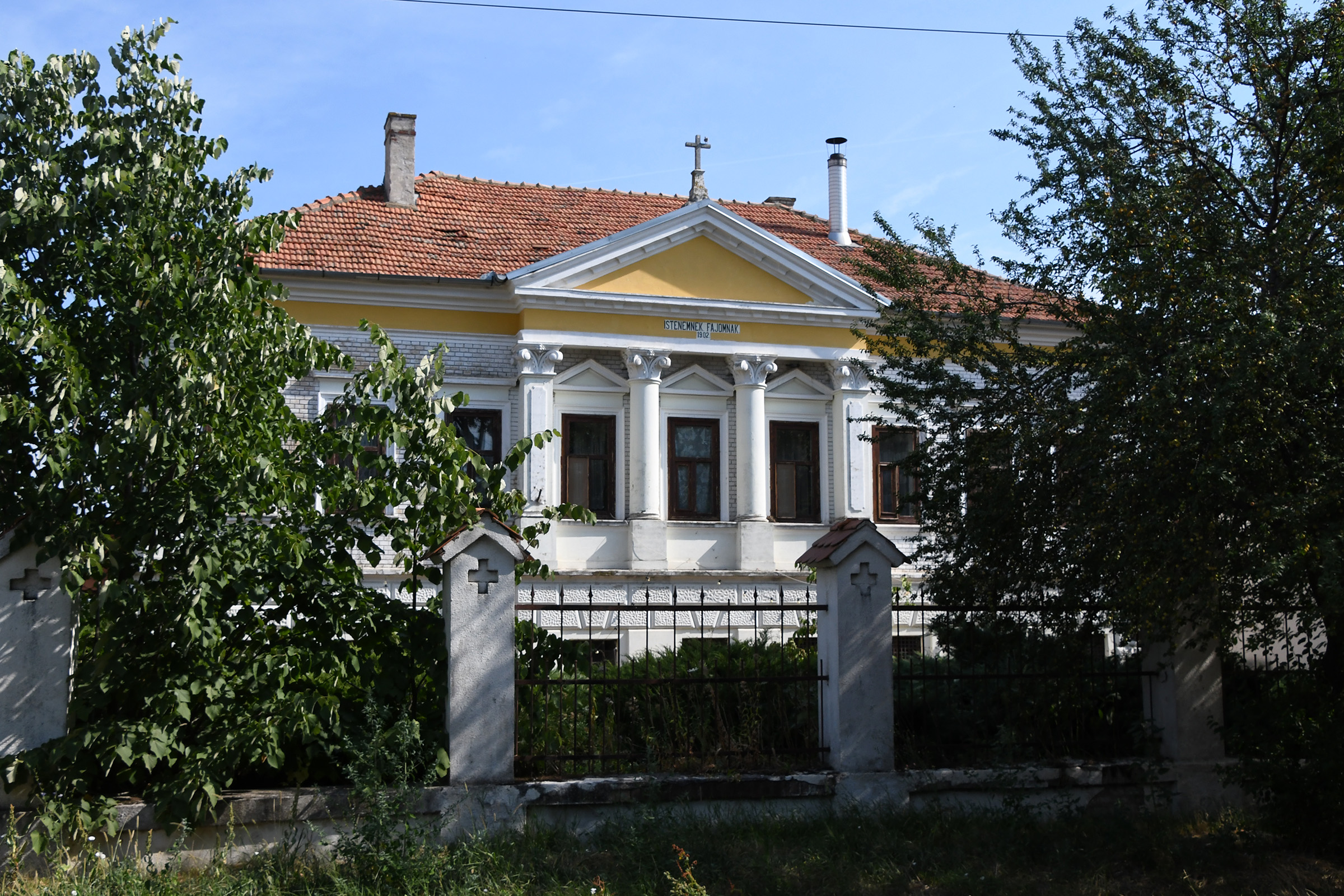
Fosta Mănăstire a Ordinului Vincențian din Belfir
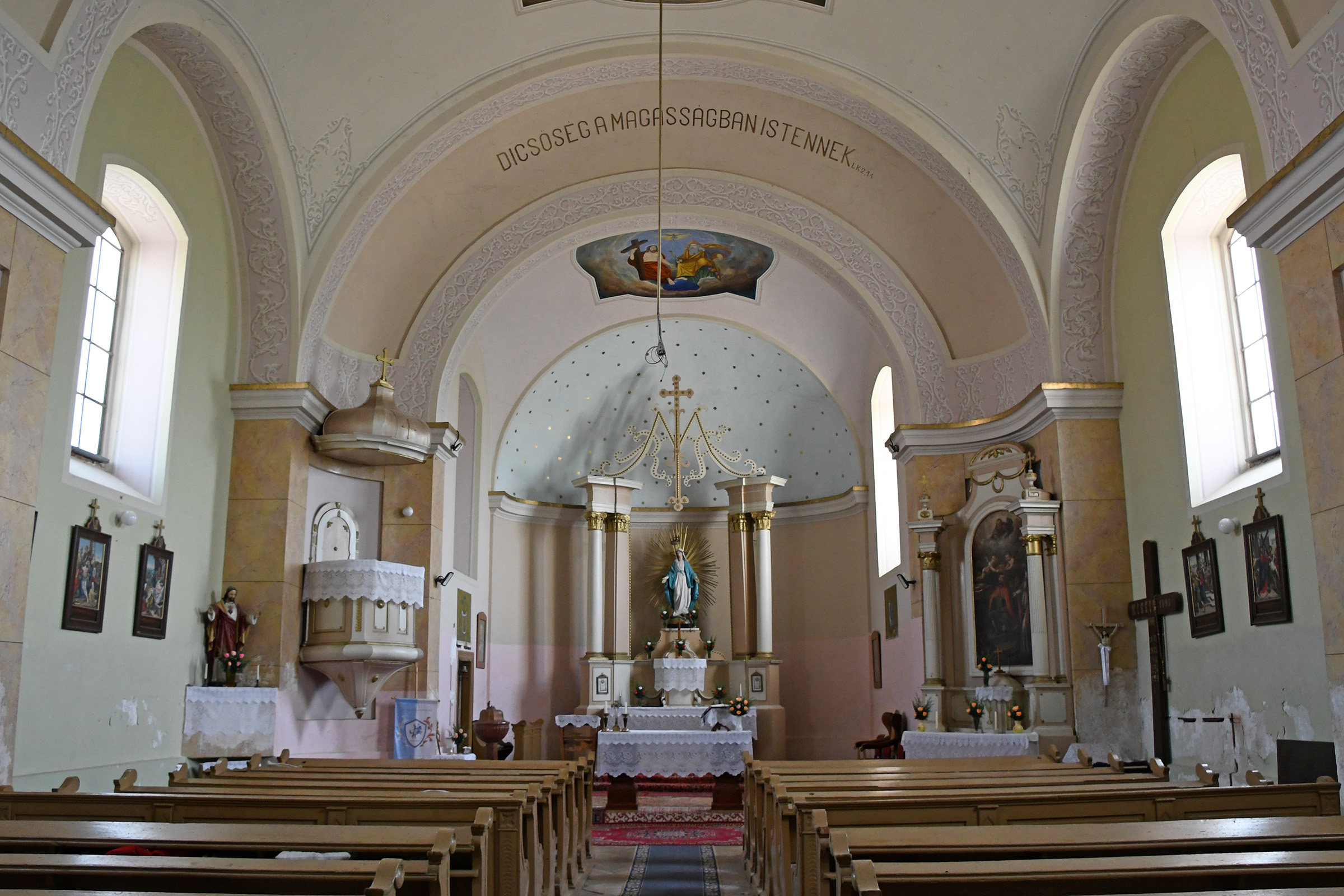
Biserica romano-catolică din Belfir
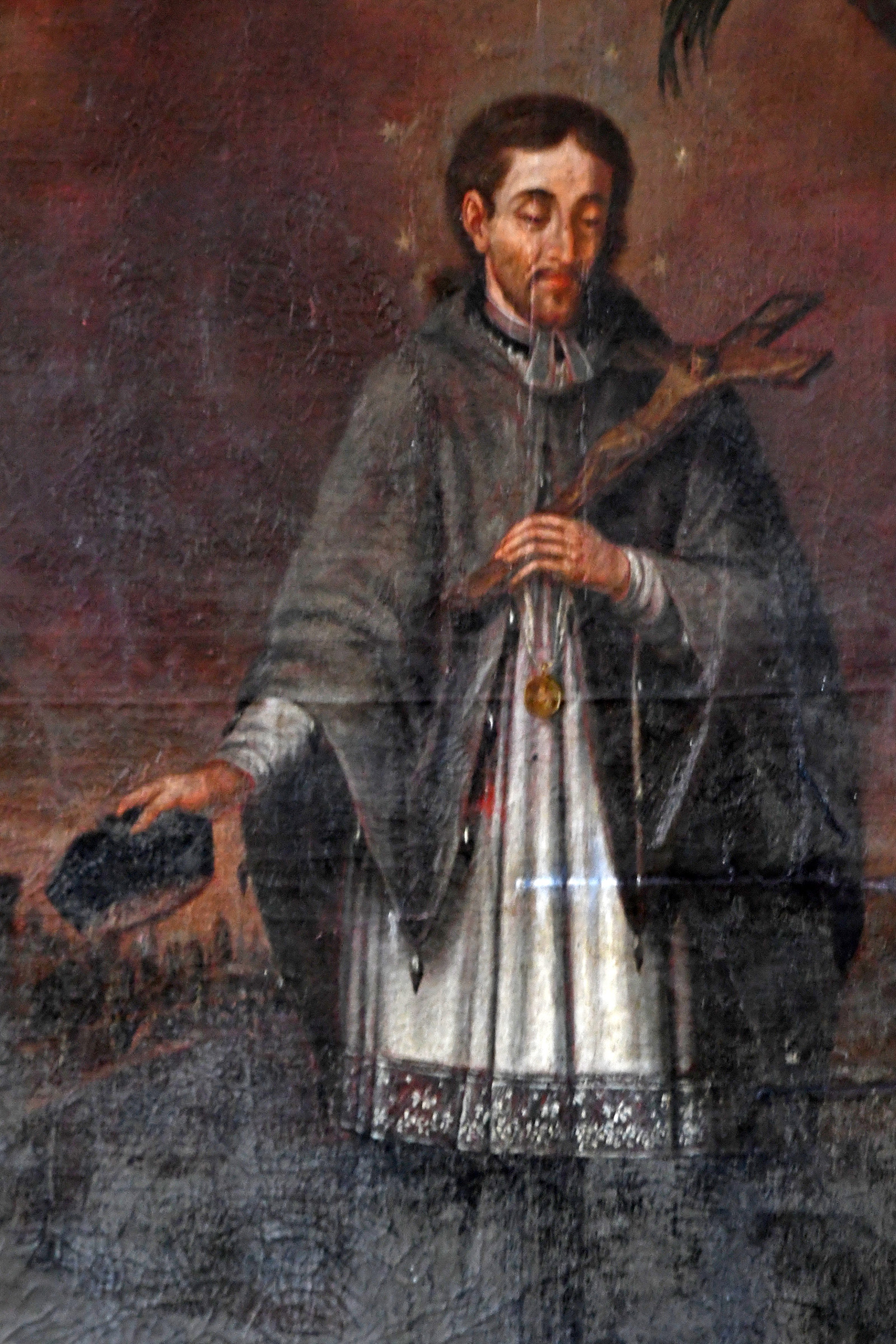
Sfântul Ioan Nepomuc
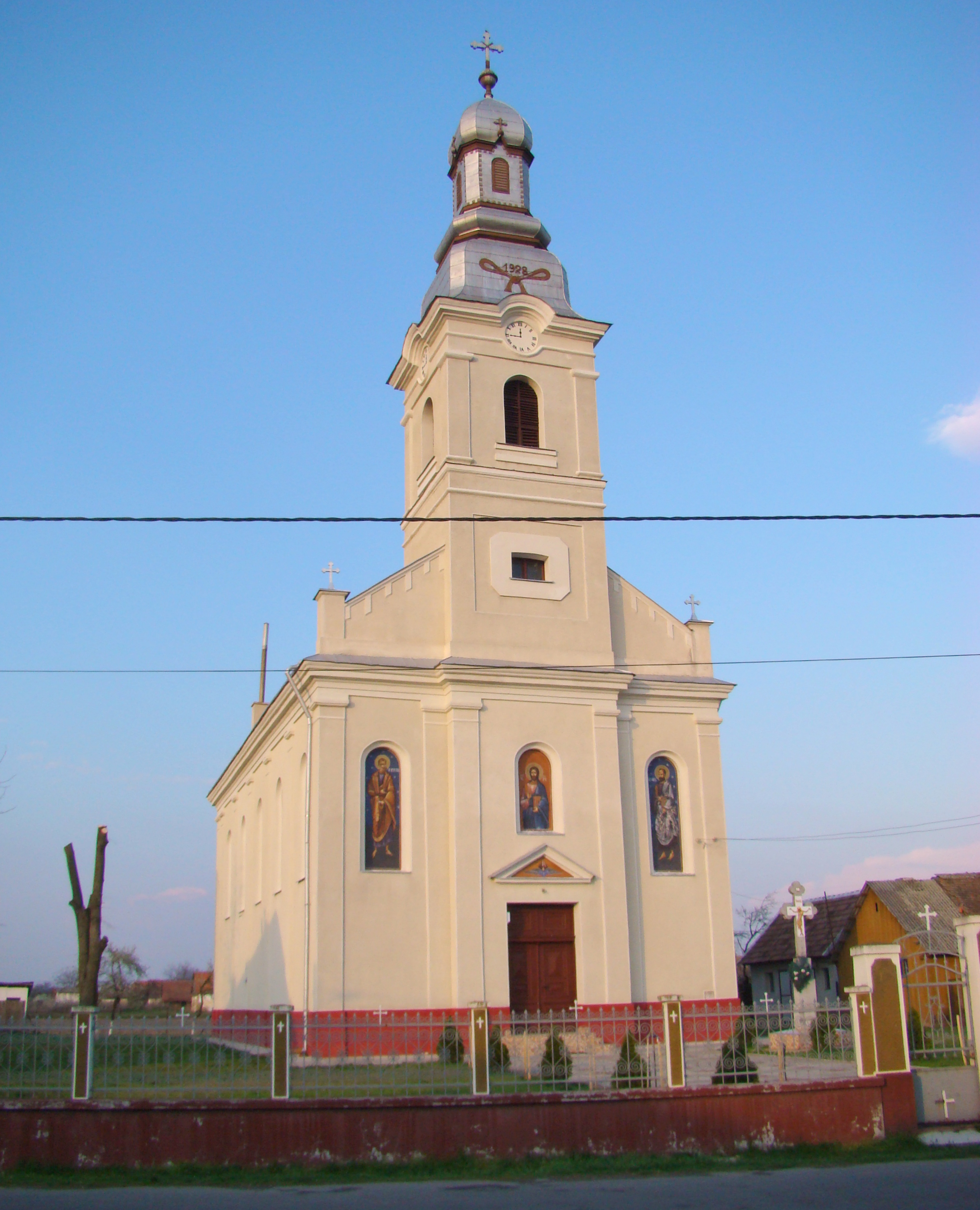
Biserica ortodoxă din Gurbediu (1988)
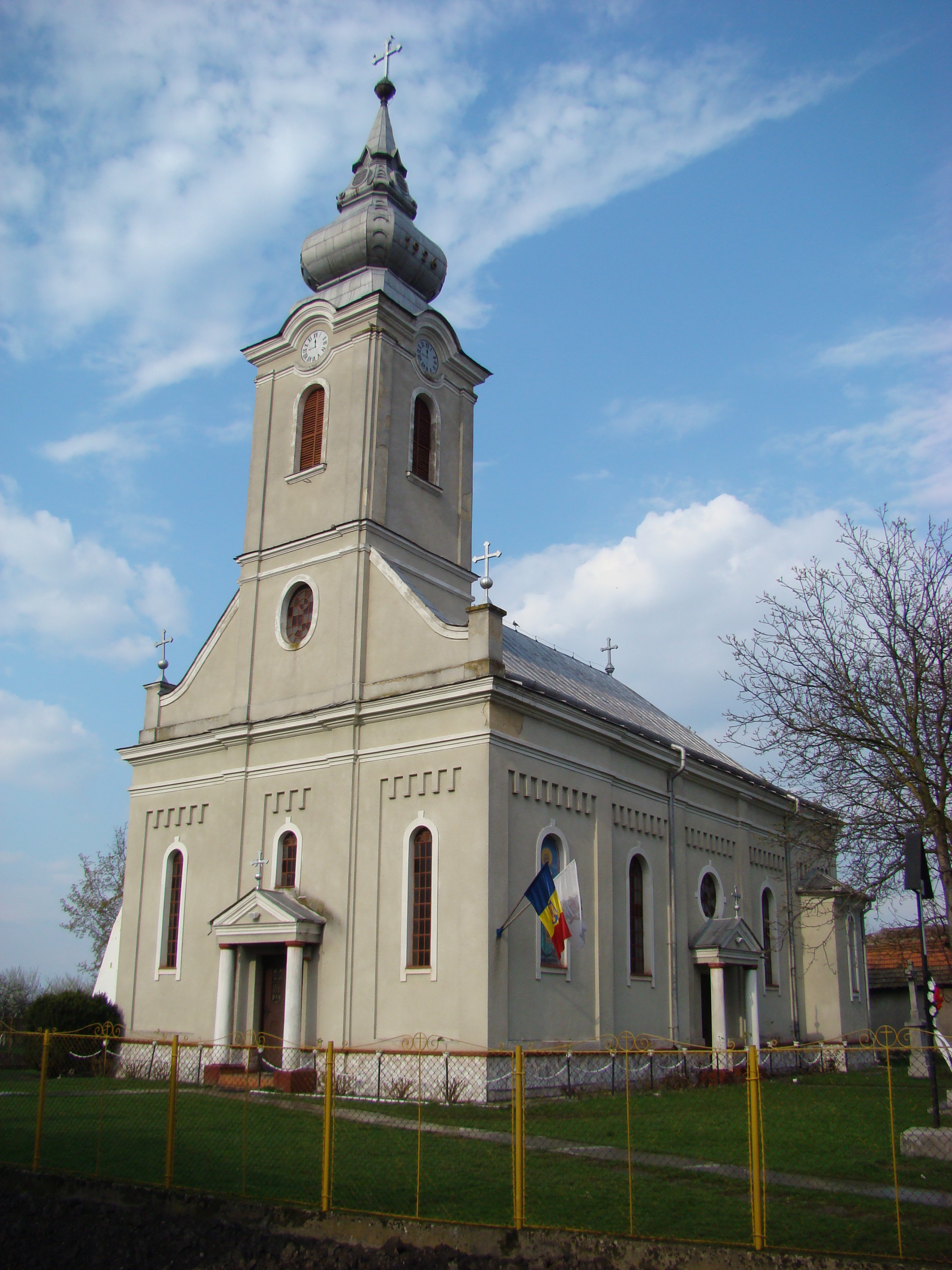
Biserica ortodoxă din Girișu Negru (1926)